# Cassida deflorata
Cassida deflorata là một loài bọ cánh cứng màu hơi xanh trong họ Chrysomelidae. Loài này được miêu tả khoa học năm 1844 bởi Suffrian.
Loài này được tìm thấy ở châu Phi, bao gồm Algeria, Maroc cũng như ở một số quốc gia châu Âu như Pháp, ý, Bồ Đào Nha và Tây Ban Nha. Loài này ăn một số cây thuộc họ Asteraceae, bao gồm Arctium lappa, Carduus tenuiflorus, Cirsium dyris, Cardoon, Artichoke, Jacobaea maritima và Silbum marianum.